# 알무스탄시르 빌라흐

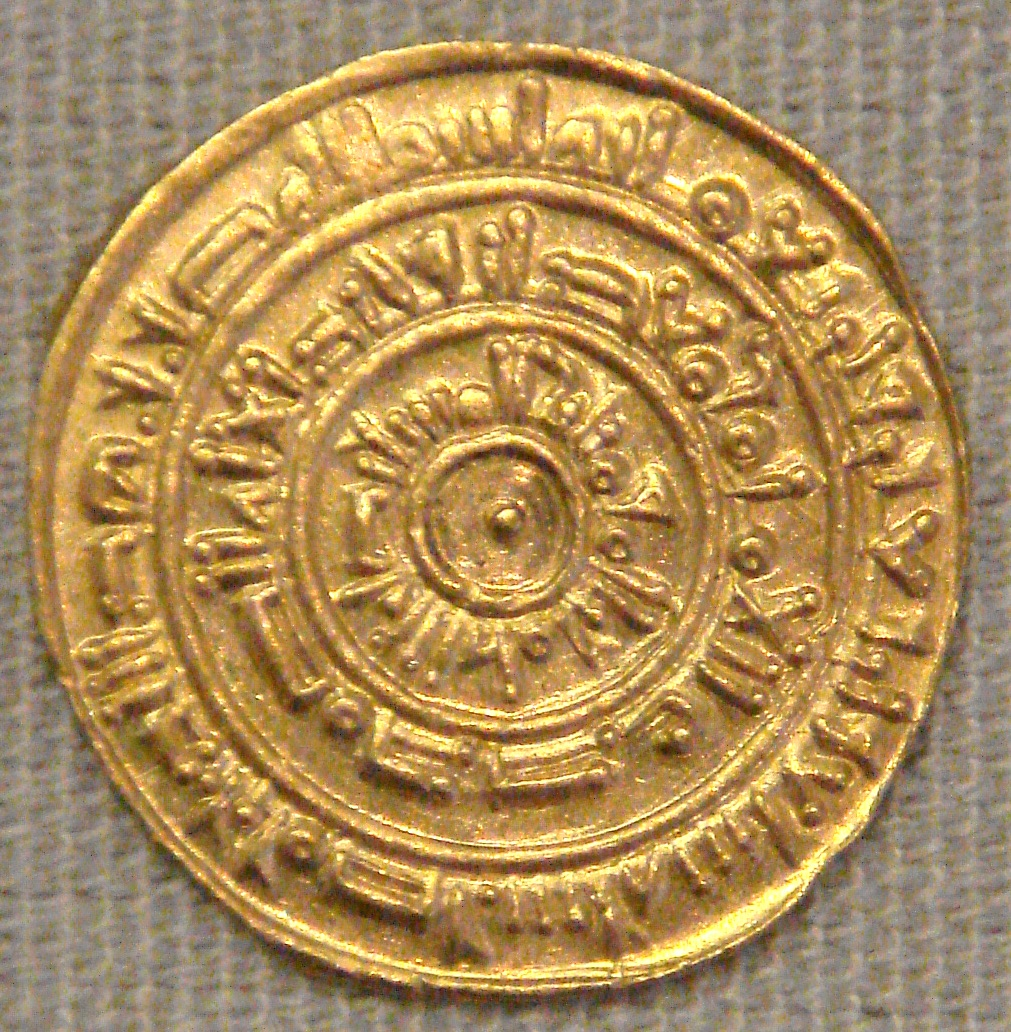

알무스탄시르 빌라흐(al-Mustansir Billah, 본명: 아부 타밈 마아드 알무스탄시르 빌라흐, Abū Tamīm Maʿad al-Mustanṣir biʾllāh, 아랍어: בو تميم معد المستنصر بالله, 출생: 1029년 7월 2일 ~ 1094년 12월 29일)는 1036년부터 1094년까지 8번째 파티마 왕조 칼리프였다. 그는 가장 오랫동안 통치한 무슬림 통치자 중 한 명이었다. 그의 통치는 파티마 왕조의 황혼기였다. 그의 통치가 시작되면서 파티마 왕조 국가(아누쉬타킨, 알자라이, 나중에는 알야주리)를 통치하는 유능한 행정가들이 계속해서 알무스탄시르 통치의 첫 20년 동안 국가의 번영을 감독했다. 그러나 알 야주리의 암살 이후 튀르키예와 베르베르/수단 궁정 파벌 사이의 법정 내분의 발발은 이집트의 자연재해와 이집트 밖의 파티마 왕조 소유에 대한 행정적 통제력의 점진적 상실과 맞물려 거의 몰락하는 결과를 낳았다. 1060년대 파티마 왕조 국가, 아르메니아 장군 바드르 알 자말리가 1073년 총리로 취임하고 알 무스탄시르의 명목상 통치 하에서 사실상 국가의 독재자가 되었다.
칼리프 알무스탄시르 빌라흐는 알무스탄시르의 큰 아들 니자르(Nizar)와 어린 알무스타으리 사이의 계승 투쟁으로 인해 이스마일 운동이 둘로 분열되기 전의 마지막 이맘이었다. 바드르의 아들이자 후계자인 알 아프달 샤한샤(al-Afdal Shahanshah)가 왕위에 올랐다. 이란과 시리아를 지배했던 니자르 추종자들은 이스마일주의의 니자리 분파가 되었고, 알 무스타으리 추종자들은 무스타으리 분파가 되었다.

## 같이 보기
- 파티마 칼리파국
- 이스마일파
- 아가 칸